# Sten
Sten ist ein insbesondere niederländischer und skandinavischer männlicher Vorname, abgeleitet von dem altnordischen Namen Steinn mit der Bedeutung „Stein“, der auch als Familienname vorkommt.

## Namensträger

### Vorname
- Sten Carl Bielke (1709–1753), schwedischer Freiherr und Mitbegründer der Königlich Schwedischen Akademie der Wissenschaften
- Sten Nilsson Bielke (1624–1684), schwedischer Staatsmann
- Sten Svantesson Bielke (1598–1638, auch Steno Bielke), schwedischer Botschafter und Direktor der Protestantischen Union
- Sten Ebbesen (* 1946), dänischer Altphilologe, Mediävist, Linguist und Philosophiehistoriker
- Sten Elfström (1942–2024), schwedischer Schauspieler
- Sten Gagnér (1921–2000), schwedischer Rechtshistoriker
- Sten De Geer (1886–1933), schwedischer Geograph
- Sten Grillner (* 1941), schwedischer Neurowissenschaftler
- Sten Hanson (1936–2013), schwedischer Musiker, Lautdichter und Performancekünstler
- Sten Ingelf (* 1943), schwedischer Komponist, Arrangeur, Hochschullehrer und Jazztrompeter
- Sten Karling (1906–1987), schwedischer Kunsthistoriker
- Sten Konow (1867–1948), norwegischer Indologe
- Sten Kuth (* 1969), deutscher Choreograf, Chansonnier, Entertainer und Tanzdozent
- Sten Bodvar Liljegren (1885–1984), schwedischer Anglist
- Sten Lundin (1931–2016), schwedischer Motocross-, Enduro- und Rallye-Fahrer
- Sten Luthander (1905–2000), schwedischer Professor der Luftfahrttechnik
- Sten Mende (* 1969), deutscher Kameramann
- Sten Nadolny (* 1942), deutscher Schriftsteller
- Sten Pentus (* 1981), estnischer Rennfahrer
- Sten Pettersson (1902–1984), schwedischer Leichtathlet
- Sten Samuelson (1926–2002), schwedischer Architekt
- Sten Sandell (* 1958), schwedischer Pianist, Keyboarder und Komponist des Free Jazz
- Sten Selander (1891–1957), schwedischer Dichter und Botaniker
- Sten Stensen (* 1947), norwegischer Eisschnellläufer
- Sten Sture der Ältere (um 1440–1503), schwedischer Reichsverweser
- Sten Sture der Jüngere (1493–1520), schwedischer Ritter und Reichsverweser
- Sten Suvio (1911–1988), finnischer Boxer
- Sten Tolgfors (* 1966), schwedischer Politiker

### Familienname
- Anna Sten (1908–1993), russische Schauspielerin
- Helge Sten (* 1971), norwegischer Jazz-, Rock- und Ambientmusiker und Musikproduzent (auch bekannt als Deathprod)
- Jan Ernestowitsch Sten (1899–1937), sowjetischer Philosoph
- Juha Sten (* 1983), finnischer Basketballspieler
- Maria Sten (* 1989), dänische Schauspielerin und Sänger
- Sanna Stén (* 1977), finnische Ruderin
- Simon Sten (1540–1619), deutscher Pädagoge, Ethnologe, Philologe, Historiker und Literaturwissenschaftler
- Viveca Sten (* 1959), schwedische Schriftstellerin